# Kanton Sint-Omaars
Kanton Sint-Omaars (Frans: Canton de Saint-Omer) is een kanton in het Franse departement Pas-de-Calais. Het kanton maakt deel uit van het arrondissement Sint-Omaars. Het kanton is in 2015 ontstaan uit de kantons Ardres (gedeeltelijk), Sint-Omaars-Noord (geheel) en Sint-Omaars-Zuid (gedeeltelijk).

## Gemeenten
Het kanton Sint-Omaars bevat de volgende gemeenten:
- Bayenghem-lès-Éperlecques
- Éperlecques
- Houlle
- Klaarmares (Clairmarais)
- Mentque-Nortbécourt
- Moringhem
- Moulle
- Nordausques
- Nort-Leulinghem
- Saint-Martin-lez-Tatinghem
- Sint-Omaars (Saint-Omer) (hoofdplaats)
- Salperwick
- Serques
- Tilques
- Tournehem-sur-la-Hem
- Zouafques

### Voormalige gemeenten
- Saint-Martin-au-Laërt en Tatinghem fuseerden tot Saint-Martin-lez-Tatinghem